# Adventure Time
Adventure Time (inicialment anomenada Adventure Time with Finn and Jake, títol encara utilitzat al marxandatge relacionat) és una sèrie de televisió estatunidenca creada per Pendleton Ward i produïda per Frederator Studios per a Cartoon Network. La sèrie se centra en les aventures dutes a terme per dos millors amics: Finn l'humà i Jake el gos, -el qual té poders màgics-; que habiten a the Land of Ooo (La Terra d'Ooo). La sèrie està basada en un curtmetratge produït per la incubadora de sèries de Frederator Nickelodeon Random! Cartoons. Després que el curtmetratge es convertira en un vídeo viral a Internet, Cartoon Network el va agafar per a convertir-lo en una sèrie de llarga durada que tindria un avanç l'11 de març del 2010 i que seria oficialment estrenada el 5 d'abril del mateix any. La sèrie ha sigut un èxit de crítica i públic, rebent crítiques generalment positives.

## Trama
Al començament de la sèrie, Finn és un noi de 12 anys que viu amb Jake, un gos de 32 anys amb poders màgics, que és el seu millor amic. Viuen a "Ooo", un entorn ple de personatges surrealistes i animals que parlen, on la màgia i l'alta tecnologia s'uneixen per crear estranys i nous artefactes, i on es dediquen a tenir aventures com salvar princeses, lluitar contra el mal, explorar llocs desconeguts i ajudar els necessitats.

## Espai
Cal destacar que la sèrie sembla ocórrer en aquest món però succeeix en un futur postapocalíptic.
Podem trobar proves d'això en diferents capítols:
A "Oceans de por" es pot veure una ciutat sota l'aigua.
A "Pensem que ja no quedaven humans" el comentari que fa la mare de Arcoiris (núvia de Jake) és una altra mostra d'això.
A "El jardí de la bruixa" el riu d'escombraries del qual surt una sirena horrible.
A "Homes de negocis" apareixen atrapats uns senyors en el gel que semblen no recordar res més que els negocis.
També, en l'episodi dels "Cineastes" Jake esmenta "La gran guerra dels xampinyons".
Un altre capítol on Finn creu haver trobat humans ocults en un pou amb por a l'exterior.
I en el capítol "Festa de nadal secreta" (part 2) el Rei Gel diu que va comprar la seva corona al nord d'Escandinàvia.
També es pot entendre que OOo és, com molts altres mons, un lloc alternatiu situat en una altra dimensió. També en el capítol "Records d'un record" es pot veure que en els records de Marceline (que té 1.000 anys, ja que és una vampiressa) quan ella era petita havien ruïnes d'edificis, foc i arbres secs, armament bèl·lic fet miques, es veu un panzer ...
I en el capítol "Rastre de calor" quan els amics de Marceline porten a Finn i Jake a volar es veu l'edifici en ruïnes i un helicòpter (militar) incendiat, i la pel·lícula "Rastre de calor" està ambientada en la guerra (al dir el soldat no trobar el seu propi rastre de calor es pot pensar que s'estaven transformant en éssers inhumans). Fins i tot en iniciar el capítol es veu una cartellera de cinema i una ciutat en ruïnes de fons. Però fins ara la sèrie no ha explicat si es tracta de la  Terra sense humans, i el perquè de la seva desaparició.

## Fionna i Cake
Adventure time: Fionna and Cake és un spin-off de Adventure time. Està destinada a un públic una mica més gran. En la sèrie original, hi ha capítols on mostren els personatges de Fionna i Cake, qui són reinterpretacions dels personatges principals Finn i Jake de la sèrie matriu. Apareixen per primer cop quan el personatge de Ice King és presentat en la seva versió humana.

## Personatges

### Protagonistes
- Finn Mertens: és un nen de 12 anys (13 a partir de "El Tren Misteriós", 16 actualment)i és el germà adoptiu de Jake i el seu millor amic.[1] Li agraden les aventures. Proclamat heroi, la seva intenció és ajudar a tots els que ho necessitin i defensar "OOo", però a causa de la seva enèrgica personalitat, sol trobar-se en problemes i situacions que requereixen més raonament que força. Té molt bon cor i és incapaç de fer qualsevol cosa injusta. Finn té una forta moralitat, encara que també té cert amor per l'estrambòtic i tendeix a saltar espontàniament en estranys rampells i exclamacions. Un dels seus trets més curiosos és que és capaç de cantar amb  auto-tune, pel fet que segons ell es va empassar un petit ordinador. Sempre porta un barret blanc amb forma d'os que amaga una llarga cabellera rossa, i va vestit amb samarreta i pantalons curts blaus amb botes negres. També porta una motxilla verda. Està (o estava) enamorat de Bubblegum, encara que no recíprocament. De la mateixa manera, la majoria de les altres princeses que apareixen en la sèrie estan enamorades d'ell. En l'episodi "Records a la muntanya" Finn explica la història del seu passat. Ell explica que va ser abandonat al bosc i va quedar allà sol. Va fer "boom boom" en una fulla gran sobre la qual va caure i va romandre fins que va ser rescatat i criat pels pares de Jake. En el curt original, el seu nom és Pen.

- Jake és un Pug[2] màgic groc de 32 anys i és el millor amic de Finn i el seu germà adoptiu. La principal característica de Jake són els seus poders màgics, obtinguts segons ell per banyar-se en un fang màgic que li permet manipular la forma, la mida i les dimensions de qualsevol part del seu cos d'una manera altament específica; D'aquesta manera, és capaç d'adoptar una grandària gegantesca o minúscul, o és capaç d'estirar les seves extremitats com fuets o convertir-les en eines. Els seus ulls tenen un esquema de color invers, negre l'iris amb les nines blanques, i recorden a ulleres de sol. En contrast amb Finn, Jake és un personatge considerablement més serè i relaxat, encara que igualment enèrgic i jovial, i sol actuar com un confident o un mentor -vagament- per a Finn. Encara que de vegades pot ser mandrós i confiat, Jake també estima l'aventura, i constantment empra les seves habilitats per ajudar a Finn en les seves missions. Jake toca la viola, i és nuvi de Rainicorn, amb qui comparteix aquest gust, i a qui va conèixer en el curt original. Té fòbia als vampirs, especialment a Marceline, però al llarg de la sèrie supera aquesta por quan comença a conèixer-la.

### Secundaris
- Princess Bubblegum (Princesa Chicle a Espanya, Princesa Xiclet a Països Catalans i La Dulce Princesa a Hispanoamèrica): és la sobirana de Candy Kingdom ("CHUCHELANDIA" a Espanya i "Dulce Reino" a Hispanoamèrica). Segons s'esmenta, és una híbrida d'humà i xiclet, el que es denota en la seva pell i pèl de xiclet rosa. Bubblegum és un personatge altament intel·ligent i té un gran gust per la ciència, així com una gran moralitat, encara que també tendeix a ser capritxosa i frívola. Normalment és refinada i educada, però té un temperament molt violent, i s'enfuria amb facilitat. Al final de la segona temporada, després de ser trencada en trossos després de ser posseïda pel Lich, reneix amb l'edat de 13 anys; capítols més tard, en la tercera temporada, torna a la seva antiga edat, 18. Finn està enamorat d'ella, una mica del que és massa tímid per confessar-li, però ella, tot i tenir-molt d'afecte, no sembla correspondre. Actualment té quasi 20 anys, encara que la seva edat real són 827 anys.

- Lady Rainicorn (Lady Arcoiris a Espanya i, Lady de Sant Martí a Països Catalans Arcoiris a Hispanoamèrica): és un unicorn arc de sant Martí, i mascota de la princesa Bubblegum. Rainicorn és capaç de volar-segons ella, mitjançant l'ús de la llum-i pot estirar el seu cos de forma serpentejant. És núvia de Jake, juntament amb qui toca la viola, encara que això pot veure com un romanç altament peculiar, pel fet que en diversos capítols revelen que els unicorns arc de sant Martí i els gossos són enemics mortals, però, al seu pare li va salvar la vida un gos en la guerra entre ambdues races, el que ho va fer possible. Rainicorn parla únicament corea no, sent Jake i Bubblegum els únics que l'entenen.

- Ice King (Rey Hielo a Espanya i Rei Helado a Hispanoamèrica): és el principal vilà de la sèrie. Es tracta d'un personatge de mil anys amb el poder de manipular el gel en el seu entorn, gràcies a una corona màgica que porta. Viu en un palau de gel en el regne de Gel. Ice King té una obsessió amb el matrimoni, i periòdicament rapta princeses per obligar-les a casar-se amb ell, sent aquest el seu únic tret autènticament malvat: mentre que molts personatges-principalment Finn-el defineixen com un sociópata, en realitat Ice King és significativament benevolent, sent incomprès per la resta d'habitants de "OOo", els qui no comparteixen la seva mateixa visió sobre casar-se. Ice King és sobirà dels pingüins de OOo, entre els que té un majordom anomenat Gunther (encara que després es revela que tots els pingüins es diuen Gunther, i que aquest en concret és una femella), i dels altres éssers del gel, tenint una bona relació amb tots ells. Malgrat això, secretament enveja a Finn i Jake per ser tan grans amics, i al llarg de la sèrie es converteix en una personatge més positiu en ajudar-los en diverses ocasions. Juntament amb Marceline, és un dels éssers més longeu de "OOo". El seu veritable nom és Simon Petrikov.

- Marceline és una vampiressa de mil anys encara que aparenti ser de 20, és amant de la música rock. Marceline té una pell blau-gris i cabells llargs que li arriba fins als turmells. És l'únic personatge que canvia de roba constantment. Marceline es descriu a si mateixa com una noia temerària. A diferència dels vampirs tradicionals, ella s'alimenta del color vermell en comptes de sang. Podeu canviar de forma des d'un petit ratpenat fins a un enorme monstre amb tentacles. Té una relació tensa amb el seu pare el senyor de la foscor i Jake li té molta por.

- Lumpy Space Princess (Princesa Bultos a Espanya i Princesa grumosa a Hispanoamèrica) és una princesa que provinent del "Lumpy Space" (Espacio Bultos a Espanya i ' 'Espacio Grumoso a Hispanoamèrica). Posseeix una veu greu, però és una dona. En aparença és un núvol de color porpra amb una estrella al cap que sembla la seva corona. Com que no té cames (ja que és un núvol), pot surar gràcies al seu "corona estrella", la princesa pot activar i desactivar per a surar o no. És una adolescent presumida molt malhumorada, perd fàcilment els estreps i es burla de la gent, encara que també té un bon cor. Ella pel que sembla no viu al "Lumpy space", ja que les persones que hi viuen són igual de presumides que ella i no els suporta. Està enamorada de Finn.

- BMO (Beemo) és una màquina de videojocs molt xerraire que es diverteix molt amb Finn i Jake. Sempre està creant nous jocs però se li esgota la bateria massa ràpid. Té un botó que si el toca els jugadors es fiquen a un dels seus videojuegos.aunque a més, altres funcions com càmera, carregador de mòbil, reproductor de videocassete, pot reproduir certs sons entre d'altres. De vegades fa bromes a Finn i Jake.
- El compte Lemongrab (Limoncio a Espanya i Limonagrio a Hispanoamèrica) és el compte de la ciutat de les llimones. És un personatge nerviós, gelós i desagradable, quan se sent ofès o molest, aixeca la veu i crida. És una llimona de color groc, amb un nas llarg i punxagut, com el de Ice King. Es esquifit i acostuma a vestir amb un vestit gris fosc, botes i cinturó amb forma de llimona també.
- Flame princess (Princesa Llama a Espanya i Princesa Flama a Hispanoamèrica) és la princesa del regne de foc i exparella de Finn. El seu nom és Phoebe i té molt mal geni, així comproblemes de confiança. Està feta d'un nucli de foc i calor queu pot destruir el món si s'altera. La seva actitud és tan agressiva ja que porta tota la seva vida tancada en una gàbia per ordres del seu pare, el rei del regne de foc. No sap gaire com tractar amb persones. Un cop lliberada, té la ncessitat de cremar-ho i destruir-ho tot. A més, és una talentosa rapera.

### Personatges de l'episodi Fionna i Cake
- Fionna: És la contrapart femenina de Finn. És la millor amiga de Cake. Forma part del conte que va comptar el Rei Gelat a "Fionna and Cake". És originària de la terra d'Aaa. És enemiga de la Reina Gel / Reina Gelada. Actualment, el creador va dir que no són "contraparts" dels originals si no que són reals i hi viuen en la mateixa Terra però amb parts trencades. En un del primers episodis de la 6 temporada, Finn i Jake coneixen a Fionna i Cake, i un temps després, Finn i Fionna es fan parella. Actualment, Fionna està embarassada de Finn i els dos esperen un fill o filla que arribará en pocs mesos.

- Cake: És la contrapart femenina de Jake. És la millor amiga de Fionna. Té els mateixos poders que Jake. El seu nuvi és Lord Monochromicorn. Al contrari que Jake, ella no té por dels vampirs.

- Prince Gumball (Príncipe Chicle a Espanya i El Dulce Príncipe a Hispanoamèrica): És la contrapart masculina de la "princess Bubblegum" ("Princesa Chicle" a Espanya i "Dulce Princesa" a Hispanoamèrica. Té la mateixa combinació de colors com la seva contrapart femenina. Ell és governant de "Candy Kingdom" ("Chuchelandia" a Espanya i "Dulce Reino" a Hispanoamèrica) en Fionna i Cake. La seva mascota és Lord Monochromicorn. A diferència de la seva contrapart femenina, ell sent alguna cosa per Fionna. Acaba tenint gelosia quan descobreix que Fionna i Finn són parella i tindran un fill.

- Lord Monochromicorn: És la contrapart masculina de Lady Rainicorn i nòvio de Cake. Monochromicorn és una criatura físicament similar a Rainicorn encara d'aspecte més equí i és completament negre. A diferència del seu homòleg, Monochromicorn no parla. En el seu lloc, utilitza un dels seus cascos per comunicar-se per codi Morse.

- Ice Queen (Reina Hielo a Espanya i Reina Helada a Hispanoamèrica): És la contrapart femenina del "Ice King" ("Rey Hielo" a Espanya i "Rey Helado" a Hispanoamèrica). Ella és molt més cruel, malvada i agressiva que la seva contrapart masculina. És una vella soltera que es dedica a segrestar prínceps. És enemiga de Fionna i està gelosa d'ella, ja que diu que li roba tots els nois guapos.

- Marshall Lee: És la contrapart masculina de Marceline. Apareix en l'episodi Fionna i Cake, encara que no va tenir cap línia de diàleg. Igual que Marceline, ell porta un baix-destral i és el Rei Vampir. Al contrari de marcelinne, en la forma com mira Fionna, quan entra al castell sent alguna cosa per Fionna, són grans amics. Acaba tenint gelosia quan descobreix que Fionna i Finn són parella i tindran un fill.

- Lumpy Space Prince (Principe del Espacio Bultos a Espanya i Principe Grumoso en Hispanoamerica): és la contrapart masculina de la princesa de la "Lumpy Space Princess" ("Princesa del Espacio Bultos" a Espanya i "Princesa Grumosa" a Hispanoamerica), apareix breument en Fionna and cake. És exactament igual al seu contrapart, amb la diferència que té un petit bigoti.

## Còmic
Adventure Time és un còmic editat per Boom Studios des de febrer de 2012, canònic amb la sèrie de televisió de Pendleton Ward, tot i que hi ha circumstàncies que es desenvolupen de manera diferent. La publicació té una història principal, escrita per Ryan North i il·lustrada per Shelli Paroline i Braden Lamb, i una segona escrita per North i dibuixada per un artista independent, dibuixada en el seu estil propi. A partir del número 36, en gener de 2015, els guions són de Chris Hastings i la il·lustració de Zachary Sterling.
De que es tracta?
Es tracta de Bogeries amb Finn i Jake nivell èpic en aquesta nova sèrie de còmics Fets por els autors més innovadores de el moment i de tot el món. BMO rei de les festes, masmorres brutes, PEB i les seves coses, la fada de la pasta de dents i un munt de coses estranyes però molones t'esperen a Hora d'aventures còmics.